# Saulny
Saulny ist eine französische Gemeinde mit 1572 Einwohnern (Stand 1. Januar 2022) im Département Moselle in der Region Grand Est (bis 2015 Lothringen). Sie gehört zum Arrondissement Metz und zum Kanton Rombas.

## Geographie
Die Gemeinde Saulny liegt in der Hügelkette Côtes de Moselle, sieben Kilometer nordwestlich von Metz auf einer Höhe zwischen 185 und 377 m über dem Meeresspiegel. Das Gemeindegebiet umfasst 9,8 km².

## Geschichte
Der Ort wurde 1151 erstmals als Salnei erwähnt. Die Ortschaft gehörte früher zur Grafschaft Bar.
Als im Metzer Land 1481, 1485 und 1488 auch hier vergeblich Hexen verbrannt worden waren, um bessere Ernteergebnisse zu erzwingen, verlegte man sich in diesem Dorf stattdessen auf das Abhalten von Volksfesten und großen Feiern.
Durch den Frankfurter Frieden vom 10. Mai 1871 kam die Region an das deutsche Reichsland Elsaß-Lothringen, und das Dorf wurde dem Landkreis Metz im Bezirk Lothringen zugeordnet. Die Dorfbewohner betrieben Wein-, Obst- und Gemüseanbau. Auf der Gemarkung des Dorfes gab es zwei Mühlen, eine Ziegelei und Steinbrüche.
Nach dem Ersten Weltkrieg musste die Region aufgrund der Bestimmungen des Versailler Vertrags 1919 an Frankreich abgetreten werden und wurde Teil des Département Moselle. 
Im Zweiten Weltkrieg war die Region von der deutschen Wehrmacht besetzt.
1915–1918 und 1940–1944 trug der Ort den verdeutschten Namen Salnach.

### Bevölkerungsentwicklung
| Jahr      | 1962 | 1968 | 1975 | 1982 | 1990 | 1999 | 2007 | 2019 |
| Einwohner | 427  | 645  | 767  | 904  | 1126 | 1167 | 1446 | 1507 |

## Sehenswürdigkeiten
- Kirche St. Brice, ehemalige Wehrkirche[1]

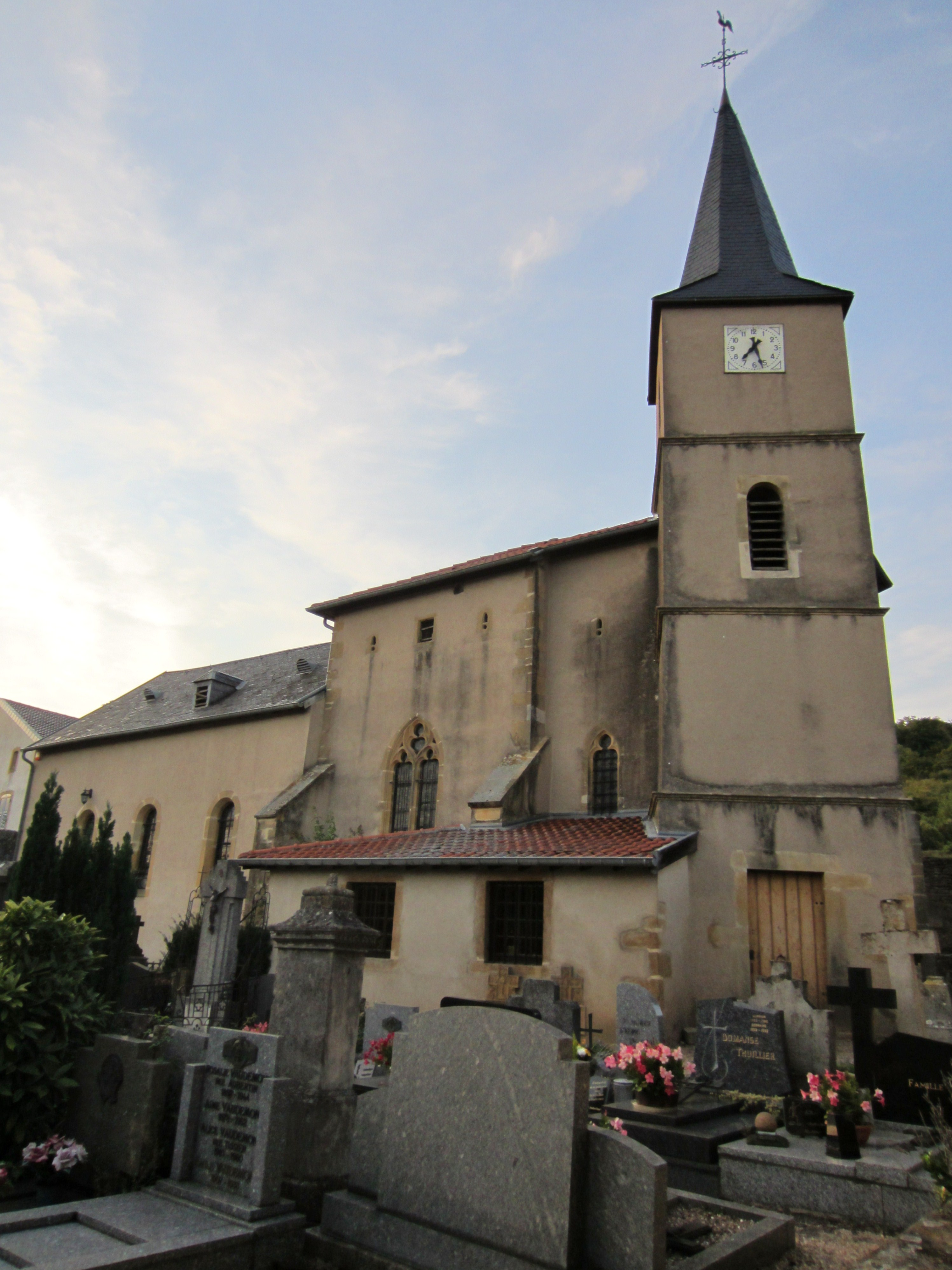
Kirche St. Brictius
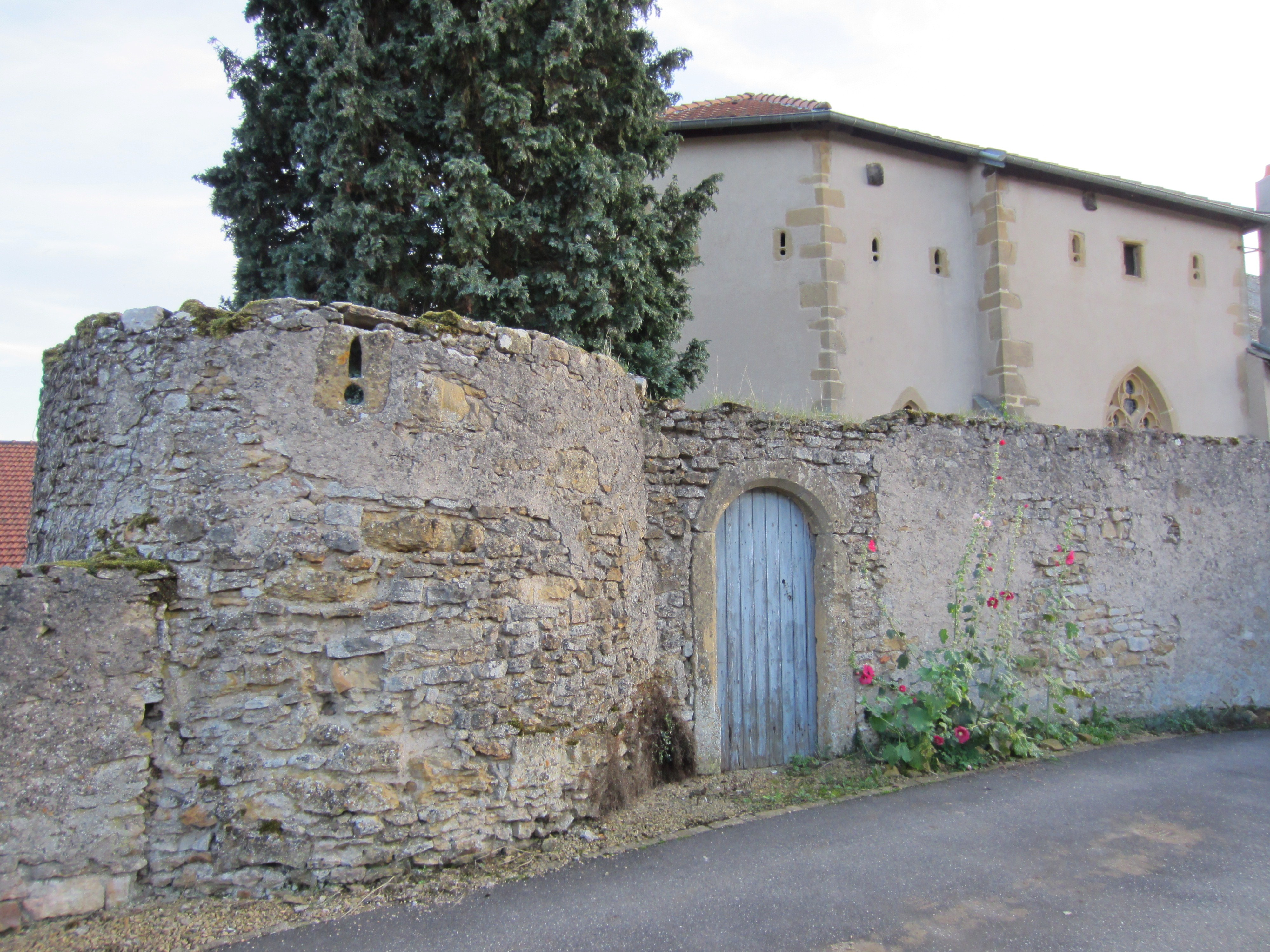
Rest der mittelalterlichen Befestigung der Kirche